# Styrelsesvedtægt
En styrelsesvedtægt er et dokument, hvori de nærmere rammer for en dansk kommunes styrelse fastlægges.
Alle kommuner har en styrelsesvedtægt vedtaget af kommunalbestyrelsen, der i vid udstrækning refererer til Styrelsesloven. Styrelsesvedtægten skal for kommuner med magistratsstyre godkendes af Økonomi- og Indenrigsministeriet.
Af styrelsesvedtægten fremgår bl.a. kommunens styreform, antallet af medlemmer i byrådet/kommunalbestyrelsen, hvilke stående udvalg kommunen har nedsat, deres arbejdsopgaver samt hvilke opgaver borgmesteren varetager.